# Vigabatrina

Vigabatrina

Vigabatrina (ácido RS)-4-aminohex-5-enoico) es un agente antiepiléptico que inhibe el catabolismo del GABA por inhibición de la transaminasa GABA. Es una análogo de GABA, pero no es un agonista del receptor. Se comercializa como Sabril por Sanofi-Aventis.
Produce ceguera de efecto acumulativo.